# Pont de Calderons
El Pont de Calderons és un pont al terme municipal de Reus, comarca del Baix Camp.

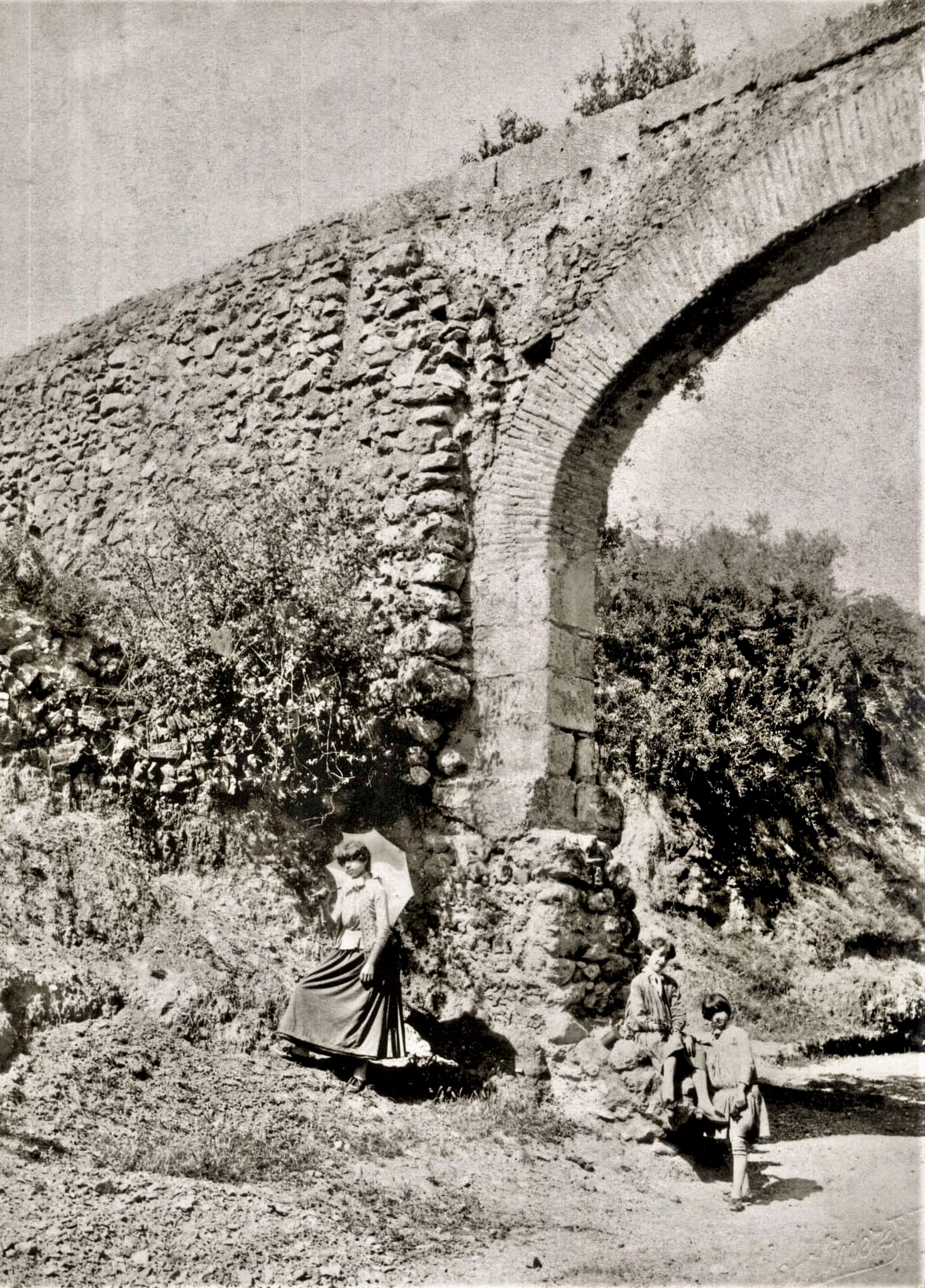
Pont de Calderons a finals del segle XIX

Facilita el pas del Camí de la Mineta de Martorell o camí de Calderons per damunt del Barranc de Calderons. És un pont de pedra i a tocar, al mateix nivell, aguantat per un arc de rajoles, hi ha un aqüeducte que es va construir entre el 1444 i el 1449, que formava part del rec que conduïa l'aigua d'Almoster a la bassa del Pedró, a l'entrar a Reus, per abastiment de la ciutat.

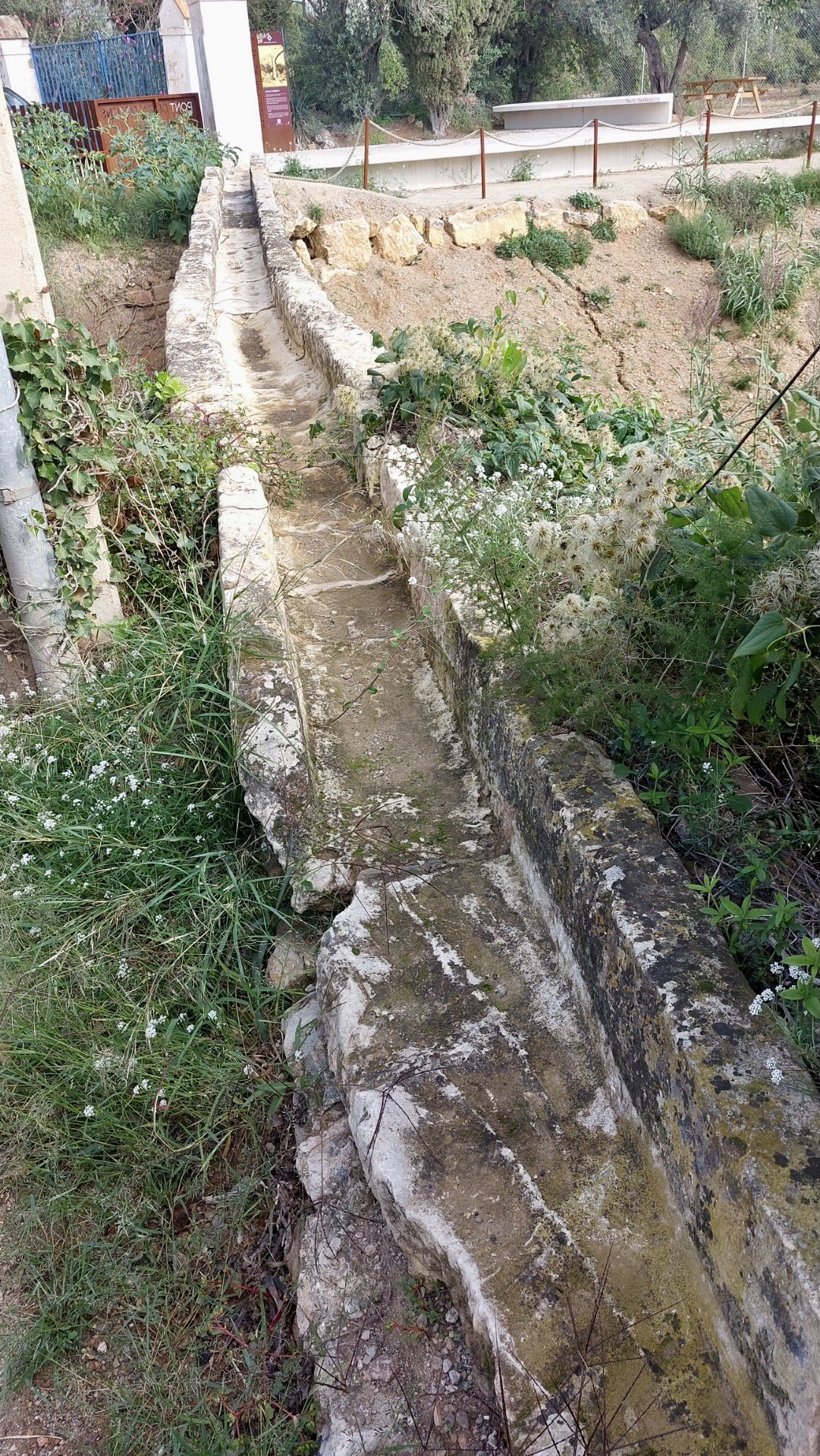
Pont de Calderons. El rec

La pàgina web de l'Ajuntament de Reus diu que el pont té un sol ull, i està format per tres parts. A partir d'uns fonaments de maçoneria s'alcen dos pilastres de pedra calcària i d'allà arrenca l'arc, construït amb rajoles col·locades en sardinell, que sostenen un rec de pedra acanalada.
Pel mes de juliol de 2024, l'Ajuntament de Reus va donar per finalitzada l'obra de recuperació del pont i del seu entorn, que ha propiciat la Regidoria de Cultura, Aigües de Reus i l'associació Reus Ocult.